# Гайниче
Гайниче (словен. Gajniče) — поселення в общині Гросуплє, Осреднєсловенський регіон, Словенія. Висота над рівнем моря: 316,7 м.